# Daryl Beattie
Daryl Beattie (Charleville, Queensland, 26 de septiembre de 1970) es un piloto australiano de motociclismo, que participó en el Mundial de motociclismo.

## Biografía
Beattie obtuvo buenos resultados al comienzo de la 1992 en 500cc cuando se asoció con Wayne Gardner para ganar la prestigiosa carrera de resistencia 8 Horas de Suzuka en Japón. Su actuación le valió un lugar en el equipo de fábrica de Honda junto a su colega australiano Mick Doohan para la temporada de 1993. Ganó su primer Gran Premio ese año en el Gran Premio de Alemania en Hockenheimring y terminó la temporada en un prometedor tercer puesto detrás de Kevin Schwantz y Wayne Rainey. Después de la temporada, fue inexplicablemente relevado del equipo Honda.
Beattie tuvo una temporada desastrosa en 1994 a bordo del Team Roberts Marlboro Yamaha.
En el circuito francés de Le Mans, se estrelló y perdió todos los dedos de un pie después de que este quedara atrapado entre la cadena y el piñón trasero.  Tuvo su mejor año en 1995 con el equipo de fábrica Suzuki, liderando el campeonato durante la primera parte de la temporada antes de su accidente en el Assen, que le permitió ganar el campeonato con Beattie terminando en segundo lugar, 33 puntos por detrás de Doohan.
La carrera de Beattie sufrió un duro golpe en la 1996 cuando se estrelló en las pruebas de pretemporada y sufrió graves lesiones en la cabeza. Regresó para sufrir otro accidente en la cuarta carrera de la temporada en España. Luego se estrelló de nuevo en la sexta prueba en Francia. Tuvo problemas durante la temporada 1997, pero nunca recuperó su forma anterior y anunció su retirada de las carreras competitivas al final de la temporada.

## Resultados en el Campeonato del Mundo
Sistema de puntuación desde 1988 hasta 1991:
| Posición | 1.º | 2.º | 3.º | 4.º | 5.º | 6.º | 7.º | 8.º | 9.º | 10.º | 11.º | 12.º | 13.º | 14.º | 15.º |
| Puntos   | 20  | 17  | 15  | 13  | 11  | 10  | 9   | 8   | 7   | 6    | 5    | 4    | 3    | 2    | 1    |

Sistema de puntuación en 1992:
| Posición | 1.º | 2.º | 3.º | 4.º | 5.º | 6.º | 7.º | 8.º | 9.º | 10.º |
| Puntos   | 20  | 15  | 12  | 10  | 8   | 6   | 4   | 3   | 2   | 1    |

Sistema de puntuación de 1993 hasta 2022:
| Posición | 1.º | 2.º | 3.º | 4.º | 5.º | 6.º | 7.º | 8.º | 9.º | 10.º | 11.º | 12.º | 13.º | 14.º | 15.º |
| Puntos   | 25  | 20  | 16  | 13  | 11  | 10  | 9   | 8   | 7   | 6    | 5    | 4    | 3    | 2    | 1    |

### Carreras por año
| Año  | Cat.  | Moto                | 1       | 2       | 3      | 4       | 5      | 6       | 7       | 8      | 9       | 10     | 11     | 12      | 13      | 14     | 15      | Pts. | Pos  |
| ---- | ----- | ------------------- | ------- | ------- | ------ | ------- | ------ | ------- | ------- | ------ | ------- | ------ | ------ | ------- | ------- | ------ | ------- | ---- | ---- |
| 1989 | 250cc | Honda               | JAP -   | AUS 12  | USA -  | ESP -   | NAC -  | ALE -   | AUT -   | YUG -  | NED -   | BEL -  | FRA -  | GBR -   | SUE -   | CHE -  | BRA -   | 4    | 35   |
| 1990 | 250cc | Honda               | JAP -   | USA -   | ESP -  | NAC -   | ALE -  | AUT -   | YUG -   | NED -  | BEL -   | FRA -  | GBR -  | SUE -   | CHE -   | HUN -  | AUS 4   | 13   | 22.º |
| 1992 | 500cc | Rothmans Honda      | JAP Ret | AUS 3   | MAL 6  | ESP -   | ITA -  | EUR -   | ALE -   | NED -  | HUN -   | FRA -  | GBR -  | BRA -   | RSA -   |        |         | 18   | 14.º |
| 1993 | 500cc | Rothmans Honda      | AUS 4   | MAL 2   | JAP 3  | ESP 6   | AUT 7  | ALE 1   | NED Ret | EUR 4  | RSM 6   | GBR 6  | CZE 6  | ITA 7   | USA 5   | FIM 2  |         | 176  | 3.º  |
| 1994 | 500cc | Yamaha Marlboro     | AUS Ret | MAL 10  | JAP 28 | ESP Ret | AUT 8  | ALE Ret | NED 7   | ITA 6  | FRA -   | GBR -  | CZE -  | USA Ret | ARG Ret | EUR 5  |         | 44   | 13.º |
| 1995 | 500cc | Lucky Strike Suzuki | AUS 2   | MAL 2   | JAP 1  | ESP 7   | ALE 1  | ITA 2   | NED -   | FRA 3  | GBR 2   | CZE 3  | RIO 4  | ARG 2   | EUR 5   |        |         | 215  | 2.º  |
| 1996 | 500cc | Lucky Strike Suzuki | MAL -   | IDN -   | JAP 5  | ESP Ret | ITA 4  | FRA -   | NED -   | ALE -  | GBR -   | AUT -  | CZE -  | IMO -   | CAT Ret | RIO -  | AUS -   | 24   | 18.º |
| 1997 | 500cc | Lucky Strike Suzuki | MAL Ret | JAP Ret | ESP 12 | ITA 5   | AUT 11 | FRA 12  | NED 7   | IMO 13 | ALE Ret | RIO 13 | GBR 12 | CZE 13  | CAT 6   | IDN 10 | AUS DNS | 63   | 11.º |

| Color     | Resultado                                                               |
| --------- | ----------------------------------------------------------------------- |
| Oro       | Ganador                                                                 |
| Plata     | 2.ª plaza                                                               |
| Bronce    | 3.ª plaza                                                               |
| Verde     | Finalizó en los puntos                                                  |
| Azul      | Finalizó sin puntos                                                     |
| Azul      | NC - No clasificado                                                     |
| Violeta   | Ret - No terminó (Carrera)                                              |
| Rojo      | DNQ - No se clasificó                                                   |
| Negro     | DSQ - Descalificado                                                     |
| Blanco    | DNS - No empezó (carrera)                                               |
| Blanco    | WD - Retirado (fin de semana)                                           |
| Blanco    | C - Carrera cancelada                                                   |
| Sin color | DNP - Inscrito pero no participó                                        |
| Sin color | INJ - Lesionado                                                         |
| Sin color | EX - Excluido                                                           |
| Estado    | Resultado                                                               |
| Negrita   | Pole position                                                           |
| Cursiva   | Vuelta rápida                                                           |
| †         | Abandona, pero clasifica al completar el porcentaje requerido para ello |